# نيغريرا
بلدية نيغريرا (بالإسبانية: Negreira)‏، هي إحدى بلديات مقاطعة لا كرونيا إحدى مقاطعات إسبانيا، و التي تقع في منطقة جليقية شمال غرب إسبانيا.
يبلغ عدد سكانها 6.573 نسمة وفقاً لإحصائية سنة (2002).

## معرض صور

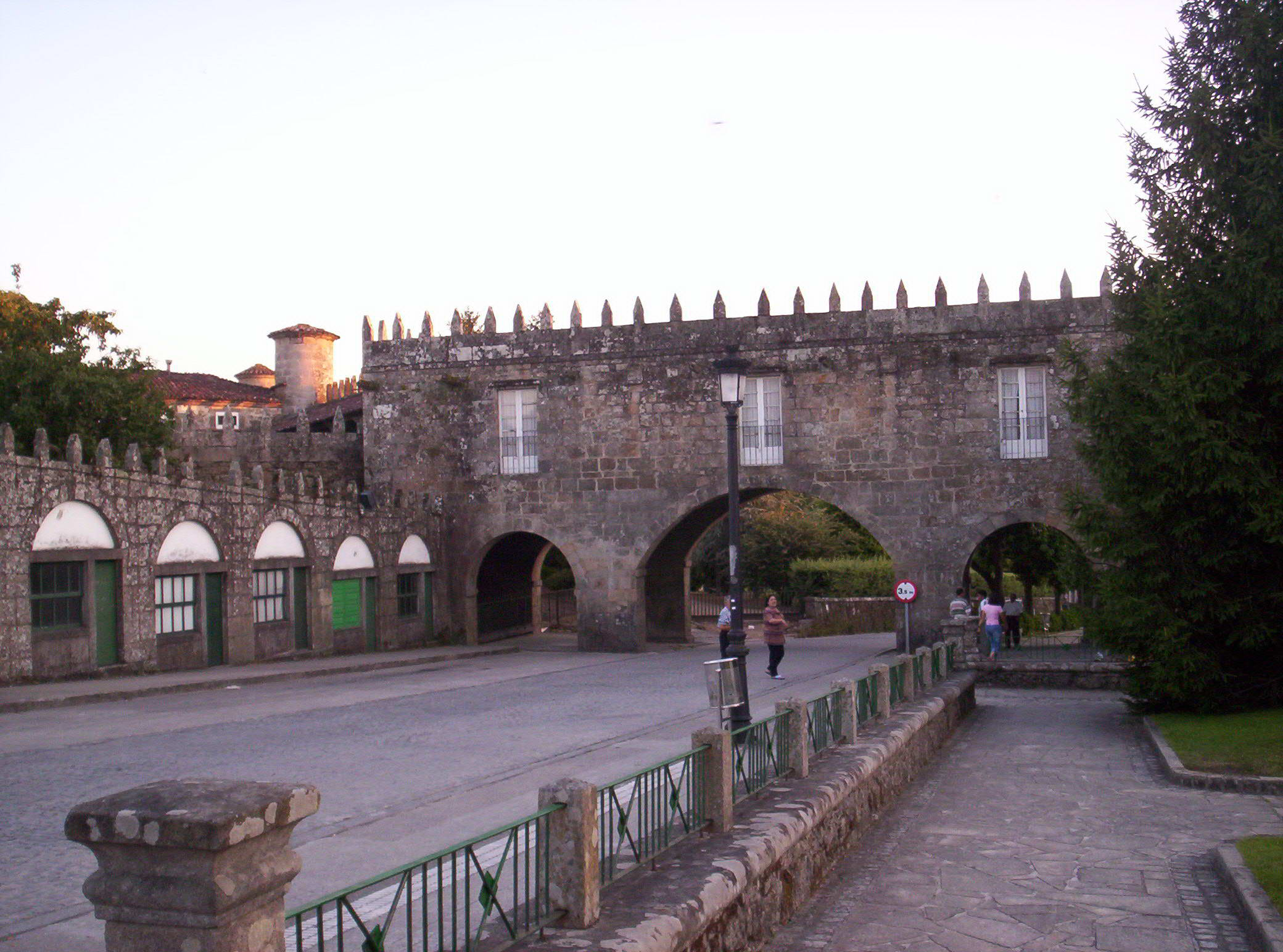
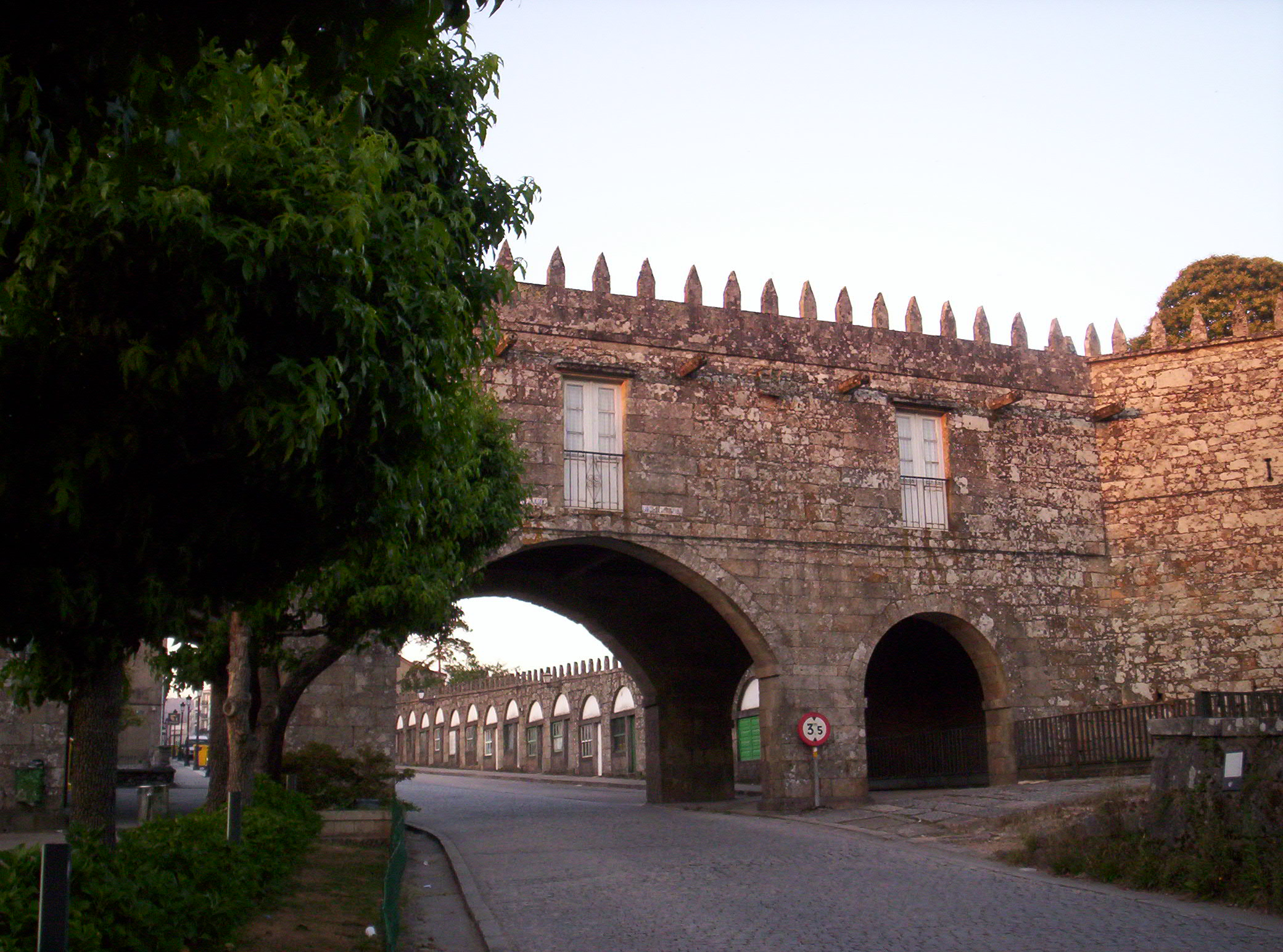
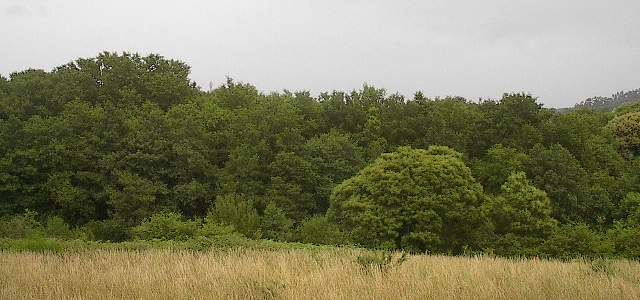